# Anthene lysicles
Anthene lysicles är en fjärilsart som beskrevs av William Chapman Hewitson 1874. Anthene lysicles ingår i släktet Anthene och familjen juvelvingar. Inga underarter finns listade i Catalogue of Life.

## Bildgalleri

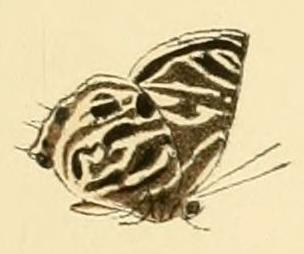
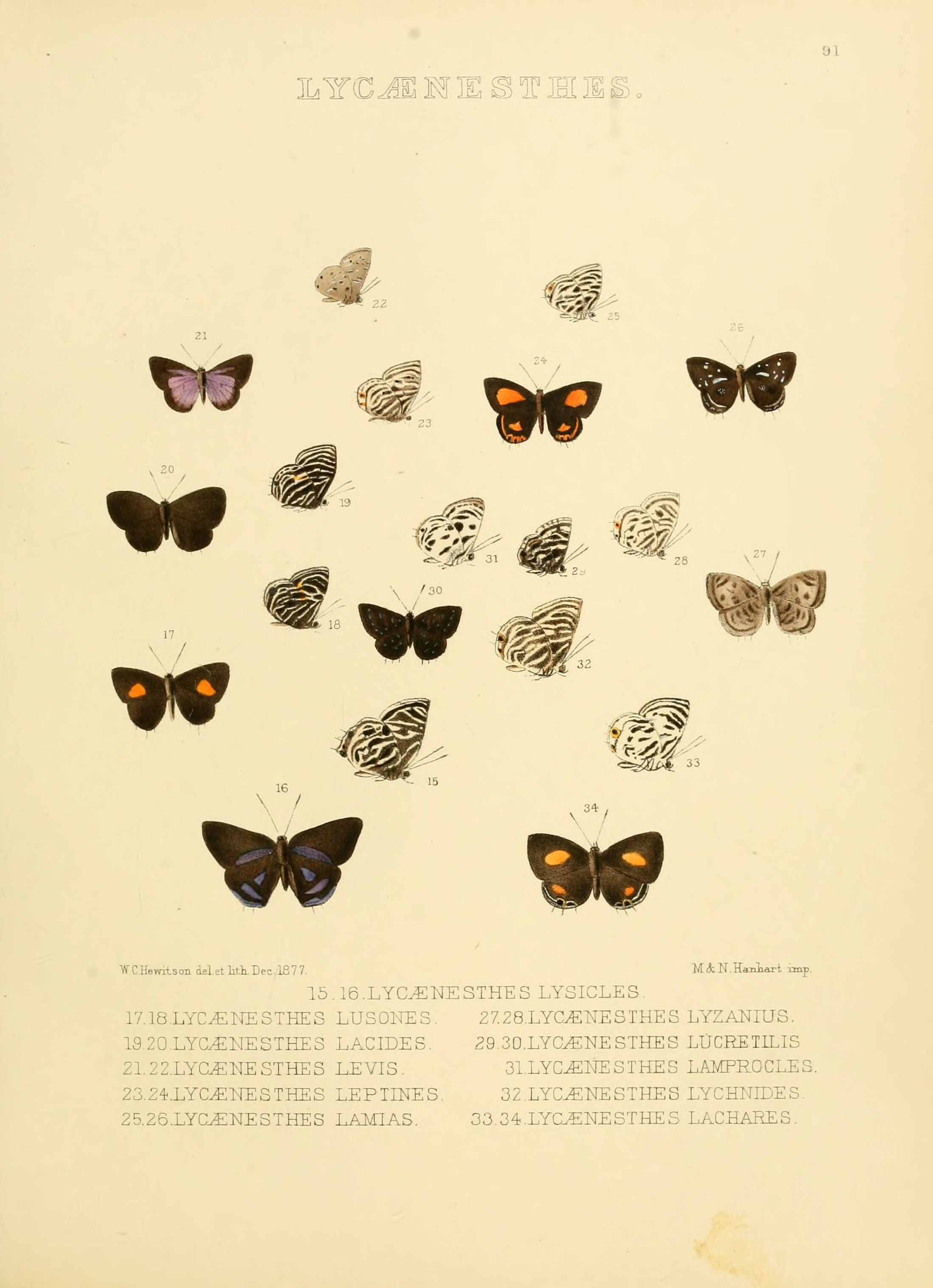